# Nhượng địa Mexico

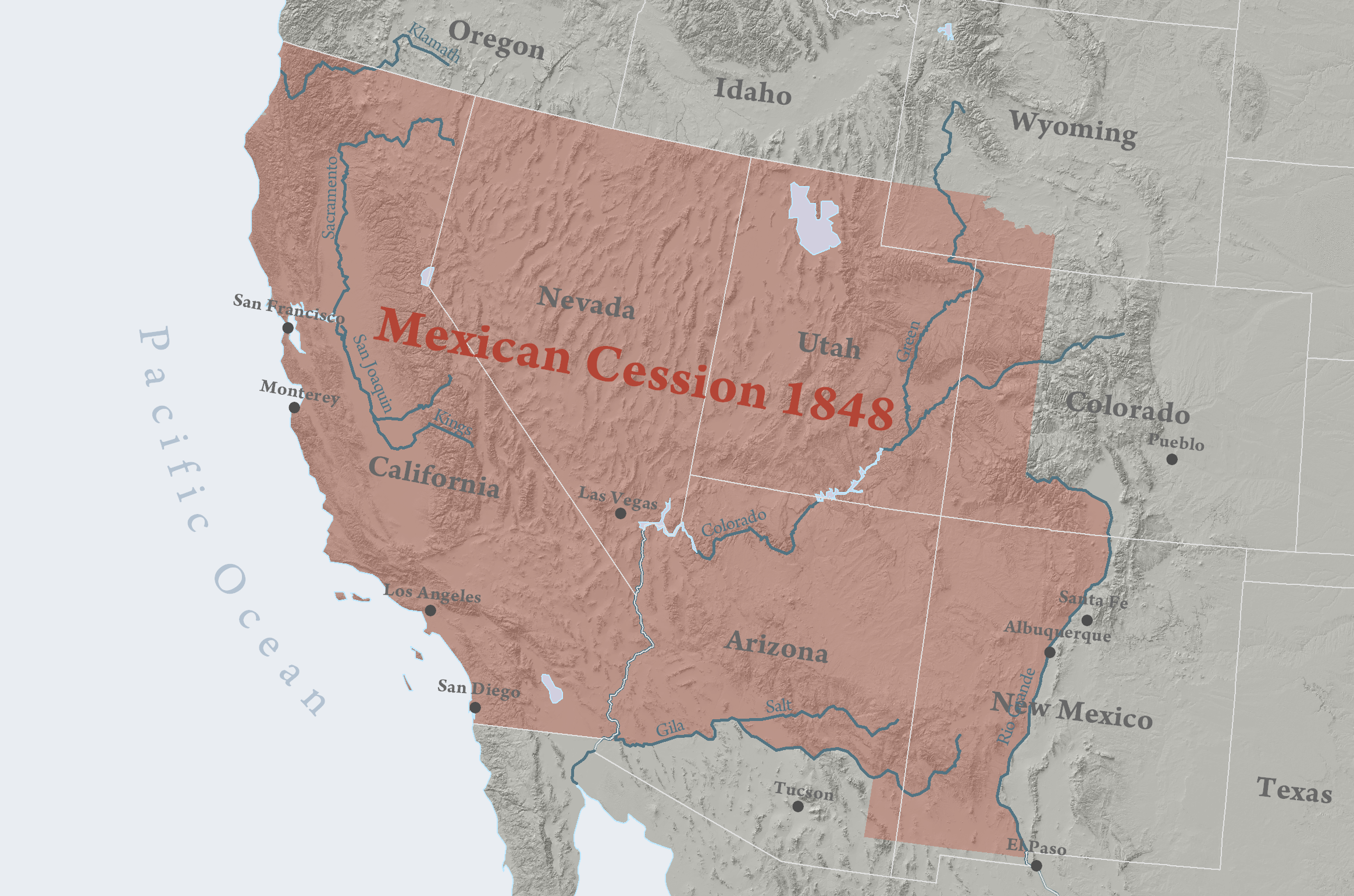
Khu vực Mexico cắt nhượng cho Hoa Kỳ năm 1848, không tính phần đất Texas tuyên bố chủ quyền. Nhượng địa Mexico gồm có các tiểu bang ngày nay của Hoa Kỳ là California, Nevada, Utah, phần lớn Arizona, một nửa New Mexico, non phân nửa Colorado, non nửa phần tây nam Wyoming.

Nhượng địa Mexico (tiếng Anh: Mexican Cession) năm 1848 là một cái tên lịch sử tại Hoa Kỳ để chỉ vùng đất Tây Nam Hoa Kỳ ngày nay mà xưa kia México đã nhượng lại cho Hoa Kỳ theo Hiệp định Guadalupe Hidalgo năm 1848. Vùng đất này không phải là một thành phần của các vùng đất nằm ở phía đông sông Rio Grande mà Cộng hòa Texas tuyên bố chủ quyền cho dù Nghị quyết Sáp Nhập Texas hai năm trước đó không có xác định rõ ràng biên giới phía nam và phía tây của Texas.

## Phạm vi của nhượng địa
Đa số khu vực này từng là lãnh thổ Alta California của Mexico trong khi đó dải đất tây nam nằm trong lưu vực Rio Grande từng là một phần của Santa Fe de Nuevo México. Phần lớn dải đất này và dân số của nó nằm ở phía đông Rio Grande bị Cộng hòa Texas tuyên bố chủ quyền từ năm 1835. Tuy nhiên Texas chưa bao giờ thực sự kiểm soát hay tiến quân sát đến khu vực này trong cuộc viễn chinh Texas Santa Fe. Mexico kiểm soát lãnh thổ mà sau này được biết đến với tên gọi là Nhượng địa Mexico và cho vùng đất này quyền tự trị đáng kể. Có một số cuộc nổi dậy tại đây và có ít binh sĩ chính phủ Mexico được phái đến trong thời kỳ từ 1821-2 sau khi Mexico giành được độc lập khỏi Tây Ban Nha cho đến qua năm 1846 khi các lực lượng quân sự Hoa Kỳ kiểm soát California và New Mexico sau khi bùng nổ chiến tranh Mexico-Mỹ. Ranh giới phía bắc vĩ tuyến 42 Bắc được ấn định theo Hiệp định Adams–Onís được Hoa Kỳ và Tây Ban Nha ký kết năm 1821 và được Mexico thông qua vào năm 1831. Ranh giới phía đông của Nhượng địa Mexico là nơi Texas tuyên bố chủ quyền tại Rio Grande và kéo dài lên phía bắc từ đầu nguồn Rio Grande, không tương ứng với các biên giới lãnh thổ của Mexico. Ranh giới phía nam được ấn định theo Hiệp ước Guadalupe Hidalgo, theo các đường biên giới của Mexico giữa Alta California (về phía bắc) và Baja California và Sonora (về phía nam).

## Chiến tranh và hiệp định

Bản đồ Mexico năm 1835-1846 với các phong trào ly khai được tô đậm.

Việc nhượng lại vùng lãnh thổ này từ Mexico là mục tiêu chính của cuộc chiến tranh. Alta California và Santa Fe de Nuevo Mexico bị chiếm giữ ngay sau khi cuộc chiến tranh Mexico-Mỹ bùng nổ và cuộc kháng cự cuối cùng bị dập tắc vào tháng 1 năm 1847 nhưng Mexico vẫn không chấp nhận mất lãnh thổ. Vì thế trong suốt năm 1847 lực lượng Hoa Kỳ xâm nhập chính địa Mexico và chiếm giữ thủ đô Ciudad de México. Tuy nhiên không có chính phủ Mexico nào sẵn lòng chấp nhận việc chuyển nhượng các lãnh thổ phía bắc cho Hoa Kỳ. Việc này đưa đến tình trạng bất định không biết rõ rằng bất cứ hiệp định nào có thể giải quyết vấn đề. Thậm chí có một phong trào được gọi tên là "Phong trào toàn bộ Mexico" được các đảng viên Dân chủ miền Đông Hoa Kỳ đề nghị để thôn tính hoàn toàn Mexico nhưng bị người miền Nam Hoa Kỳ phản đối. Thí dụ như John C. Calhoun, ông chỉ muốn tìm thêm lãnh thổ cho dân da trắng miền Nam và người nô lệ của họ chớ không muốn có thêm dân số lớn của chính địa Mexico.
Sau cùng Nicholas Trist thương thuyết Hiệp định Guadalupe Hidalgo, gần như tái phân định lại biên giới giữa Mexico và Hoa Kỳ vào đầu năm 1848 sau khi trước đó tổng thống Polk đã tìm cách gọi ông từ Mexico trở về vì coi như cuộc thương thuyết thất bại. Tuy nhiên, Mexico đã không công khai nhượng lại bất cứ lãnh thổ nào theo hiệp ước này mà chỉ chấp nhận tái phân định biên giới. Việc tái phân định biên giới thực sự có hiệu lực chuyển giao Alta California và Santa Fe de Nuevo Mexico sang cho Hoa Kỳ kiểm soát. Quan trọng không kém là biên giới mới cũng thừa nhận việc Mexico mất Texas. Cũng xin nhắc lại là phần đất cốt lõi phía đông của Texas và vùng đất Hoa Kỳ tuyên bố chủ quyền ở phía tây đều không được Mexico chính thức nhìn nhận mãi cho đến thời điểm này.
Thượng viện Hoa Kỳ chấp thuận hiệp định này, bác bỏ tu chính án của Jefferson Davis đề nghị thôn tính phần lớn vùng Đông Bắc Mexico cũng như bác bỏ tu chính án khác của Daniel Webster đề nghị không chiếm Alta California và Santa Fe de Nuevo Mexico. Hoa Kỳ cũng trả $15.000.000 đô la ($298.310.309 theo tỷ giá năm 2005) cho vùng đất này và đồng ý nhận trách nhiệm đối với $3,25 triệu tiền nợ phải trả cho các công dân Hoa Kỳ. Trong khi lãnh thổ này được xem là do Hoa Kỳ mua lại nhưng số tiền $15 triệu đô la bị trừ ra từ số nợ khổng lồ mà Mexico thiếu Hoa Kỳ vào lúc đó.
Nhượng địa Mexico theo như được biết (trừ phần đất bị Texas tuyên bố chủ quyền) có tổng diện tích là 525.000 dặm vuông Anh (1.400.000 km2), hay 14,9% tổng diện tích Hoa Kỳ hiện tại. Nếu phần tranh chấp ở phía tây Texas cũng được tính thì tổng diện tích lên đến 750.000 dặm vuông Anh (1.900.000 km2). Nếu toàn bộ Texas được tính (vì Mexico chưa từng thừa nhận mất bất cứ phần đất Texas nào) thì tổng diện tích bị nhượng lại cho Hoa Kỳ theo hiệp định là 915.000 dặm vuông Anh (2.400.000 km2).
Tính hết mọi lãnh thổ, kể cả toàn bộ Texas thì Mexico mất đến 55% lãnh thổ của mình đang có trước năm 1836 trong hiệp định Guadalupe Hidalgo. Trong khoảng thời gian 15 năm từ năm 1821 (khi Mexico giành được độc lập) và Cách mạng Texas năm 1836, Nhượng địa Mexico (trừ Texas) bao trùm khoảng 42% quốc gia Mexico. Trước thời gian đó, nó từng là một phần của thuộc địa Tân Tây Ban Nha của Tây Ban Nha trong khoảng 3 thế kỷ. Bắt đầu vào đầu thế kỷ 17, một loạt các đoàn truyền đạo và người di cư Tây Ban Nha đã di chuyển vào vùng New Mexico, đa số đi theo dòng chảy của Rio Grande từ khu vực El Paso đến Santa Fe.
Tính đến năm 2012, các tiểu bang California, Nevada, Utah, Arizona và New Mexico có tổng dân số là 51.797.185 trong số tổng dân toàn quốc Hoa Kỳ là 313.000.000 hay khoảng 16,5% dân số Hoa Kỳ.

## Cấu địa Gadsden
Hoa Kỳ nhận rõ ngay sau đó rằng Nhượng địa Mexico đã không bao gồm một con đường khả dĩ để xây dựng một tuyến đường sắt liên lục địa nối với một hải cảng ở miền nam. Địa hình của Lãnh thổ New Mexico gồm có đồi núi chỉ cho phép xây dựng các tuyến đường sắt kéo dài từ phía nam duyên hải Thái Bình Dương đi về hướng bắc đến Kansas City, St. Louis, hay Chicago. Người miền nam rất trông mong có một tuyến đường sắt để di đến duyên hải Thái Bình Dương. Chính điều này đã thúc đẩy Hoa Kỳ mua thêm vùng đất tiện lợi cho việc xây dựng tuyến đường sắt ở miền nam và kết cuộc là Cấu địa Gadsden được Hoa Kỳ mua của Mexico vào năm 1853.